# Yenovk Shahen
Yenovk Shahen (en armenio: Ենովք Շահէն; Bardizag, 3 de febrero de 1881 – Ankara, 28 de mayo de 1915) fue un actor y director armenio que vivía en el Imperio otomano. Fue asesinado durante el genocidio armenio.

## Biografía
Yenovk Shahen Yepranosian nació el 3 de febrero de 1881, en el seno de una familia armenia, en la aldea de Bardizag (Bahcecik) cerca de İzmit. Fue el hermano de Krikor Ankut, un aritmético que también fue deportado durante el genocidio armenio, pero logró sobrevivir al hecho. Luego de recibir una educación primaria en Bardizag, él y su familia se mudaron hacia Constantinopla.
Mientras estaba en Constantinople,Shahen comenzó a interesarse por el teatro, luego de leer la biografía del destacado dramaturgo armenio Bedros Adamian. Inmediatamente comenzó a interpretar papeles menores en varias obras de teatro. Shahen se unió al grupo teatral dirigido por Mardiros Mnagyan. Luego de ello, Shahen cambió de grupo teatral y se unió a uno al que ya pertenecía el célebre actor Vahram Papazyan. Shahen y Papazyan se convirtieron en colegas de trabajo y muy buenos amigos. Continuando su carrera actoral, Shahen participó en diversos conjuntos teatrales, incluyendo aquellos liderados por Felekian y Zarifyan. Shahen se hizo conocido por actuar en todos los rincones del Imperio otomano, incluyendo El Cairo, Esmirna, İzmit, y su nativa Bardizag.
Algunos de sus papeles más importantes de su carrera incluyen el monólogo "La grève des forgerons" de Francois Coppée, el de Triboulet en Le roi s'divertir de Victor Hugo, Yago en Otelo y Shylock en El mercader de Venecia, estas dos últimas escritas por Shakespeare.

## Muerte
El 24 de abril de 1915, Yenovk Shahen fue arrestado en su casa en el distrito de Nişantaşı en Constantinopla. Los arrestos fueron parte del gran esquema del genocidio armenio, en el que incluía la deportación de intelectuales armenios de la capital, hacia las provincias internas del Imperio otomano.
Shahen fue posteriormente deportado hacia Ayaş, cerca de Ankara, donde él y otros intelectuales armenios fueron encarcelados. Finalmente fue sacado de la prisión y asesinado en las cercanías de Ankara, a la edad de 34 años.